# 价格意愿
价格意愿、又作支付意愿（price readiness，paying readiness，payment readiness），指顾客为心仪的商品愿意和能够支付的价格高低，常用来估计市场规模。